# Холесцинтиграфия
Холесцинтиграфия — визуализация печени и желчевыводящей системы. Динамическая холесцинтиграфия дает представление о функциональном состоянии печени, сократительной функции желчного пузыря и проходимости желчных протоков. После введения холецистокинина через 15 минут измеряют фракцию выброса, которая в норме составляет 70 %. В качестве желчегонного завтрака можно использовать два яичных желтка, 100 мл 10 % сливок, два банана или бутерброд с маслом или сыром.
Случаи, в которых используется холесцинтиграфия: острый холецистит, дискинезия желчевыводящих путей, нарушение проходимости общего желчного протока, атрезия желчных протоков, дисфункция сфинктера Одди, инфильтративные новообразования, подтекание желчи в брюшную полость, проверка функционирования билиодигестивных анастомозов, проверка функционирования приводящей петли кишки после гастроэнтеростомии.